# Pirka
Pirka är en ort i Österrike. Den ligger i kommunen Seiersberg-Pirka i förbundslandet Steiermark, 150 kilometer sydväst om huvudstaden Wien. Orten var till och med 2014 huvudort i kommunen Pirka, som även omfattade orterna Bischofegg, Neupirka, Neuwindorf och Windorf.